# Уэбб, Астон
Астон Уэбб (22 мая 1849 года, Лондон, Великобритания — 21 августа 1930 года, там же) — британский архитектор, творчество которого пришлось на конец XIX века и начало XX века. Он был президентом Королевской Академии с 1919 по 1924 год.

## Биография
Астон Уэбб родился 22 мая 1849 года в семье художника Эдварда Уэбба в Лондоне. Он получил начальное архитектурное обучение у известных в то время архитекторов Роберта Бэнкса и Чарльза Барри с 1866 по 1871 год. После этого он год провёл в путешествиях по Европе и Азии. В 1874 году Астон возвращается в Лондон и создаёт свою собственную студию.

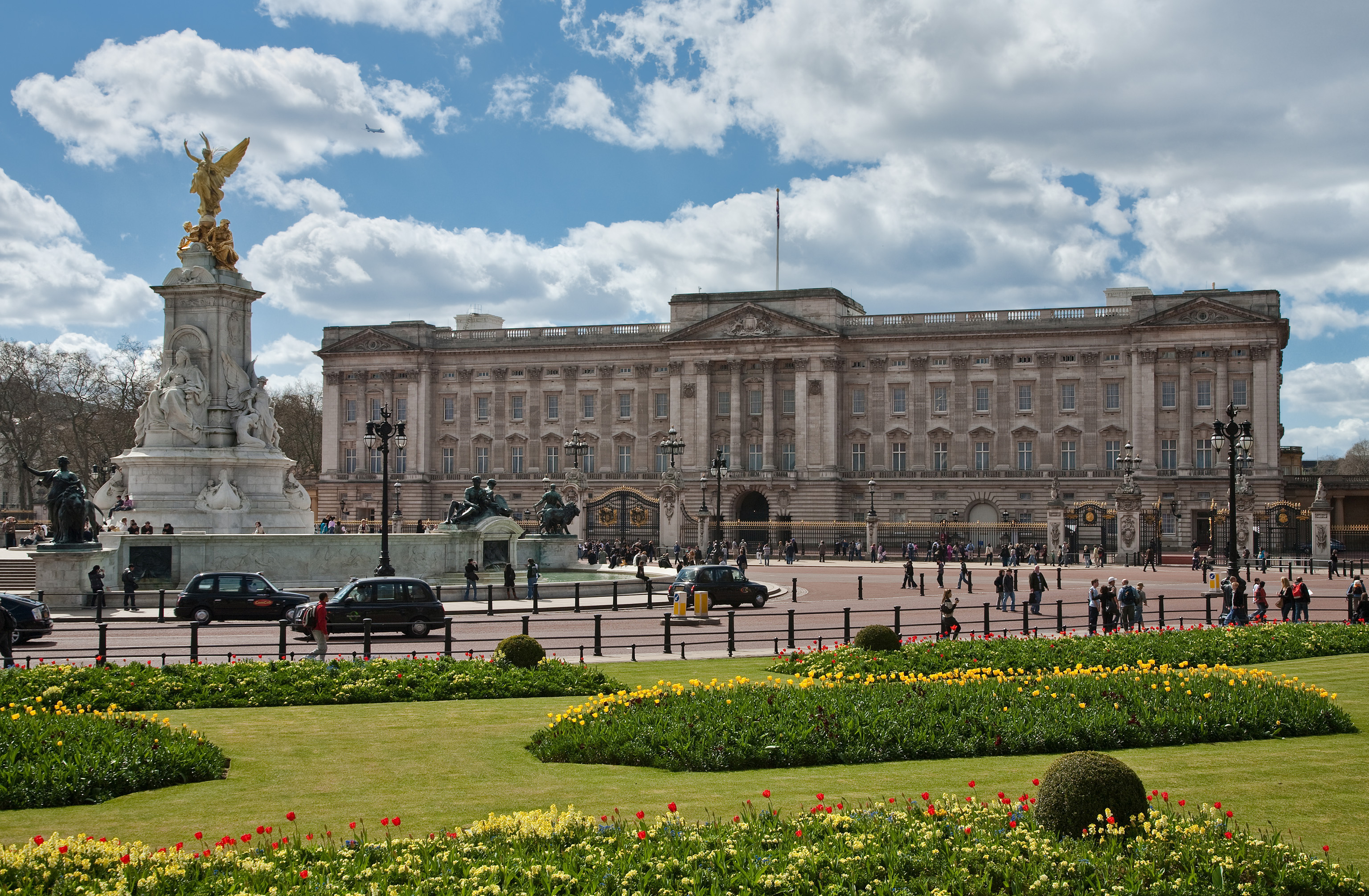
Главный фасад Букингемского дворца, переработанный Уэббом в 1913 году

С начала 1880-х годов Астон вступил в Королевский институт британских архитекторов и начал работать в партнерстве с Ингресс Белл. Их первой крупной работой был дизайн здания суда в Бирмингеме.
К концу карьеры Уэббу помогали его сыновья, Морис и Филипп. Астон Уэбб исполнял обязанности президента Королевского института британских архитекторов с 1902 по 1904 годы, и будучи избран членом Королевской Академии в 1903 году, исполнял обязанности президента Королевской Академии с 1919 по 1924 год. Он был посвящён в рыцари в 1904 году, получил Королевскую золотую медаль по архитектуре в 1905 году и был первым кавалером Золотой медали Американского института архитектуры, которой он был награждён в 1907 году.

## Основные работы
Первой основной работой Уэбба было восстановление средневековой церкви святого Варфоломея-Великого в Смитфилде в Лондоне. Его брат, Эдуард Альфред Уэбб, был церковным старостой в то время, и его связи в церкви по всей видимости и помогли молодому архитектору получить работу.
В марте 1889 года, консистория французской протестантской церкви Лондона задействовала Астона Уэбба для разработки новой церкви. Церковь была возведена в 1891—1893 годах на площади Сохо в Лондоне. Эта церковь является одной из ярких работ Астона Уэбба в готическом стиле.
Центральное здание Канцлерского суда в Университете Бирмингема в Великобритании было разработано Уэббом и Ингресс Белл и названо в честь Астона Уэбба. Главной его особенностью является большой купол.

## Галерея архитектурных работ

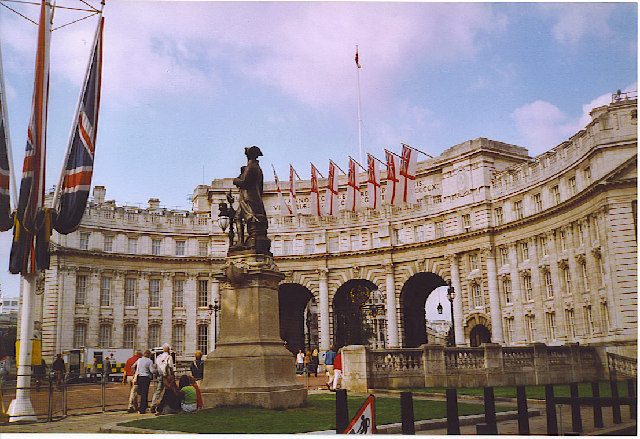
Арка Адмиральтейства, Лондон
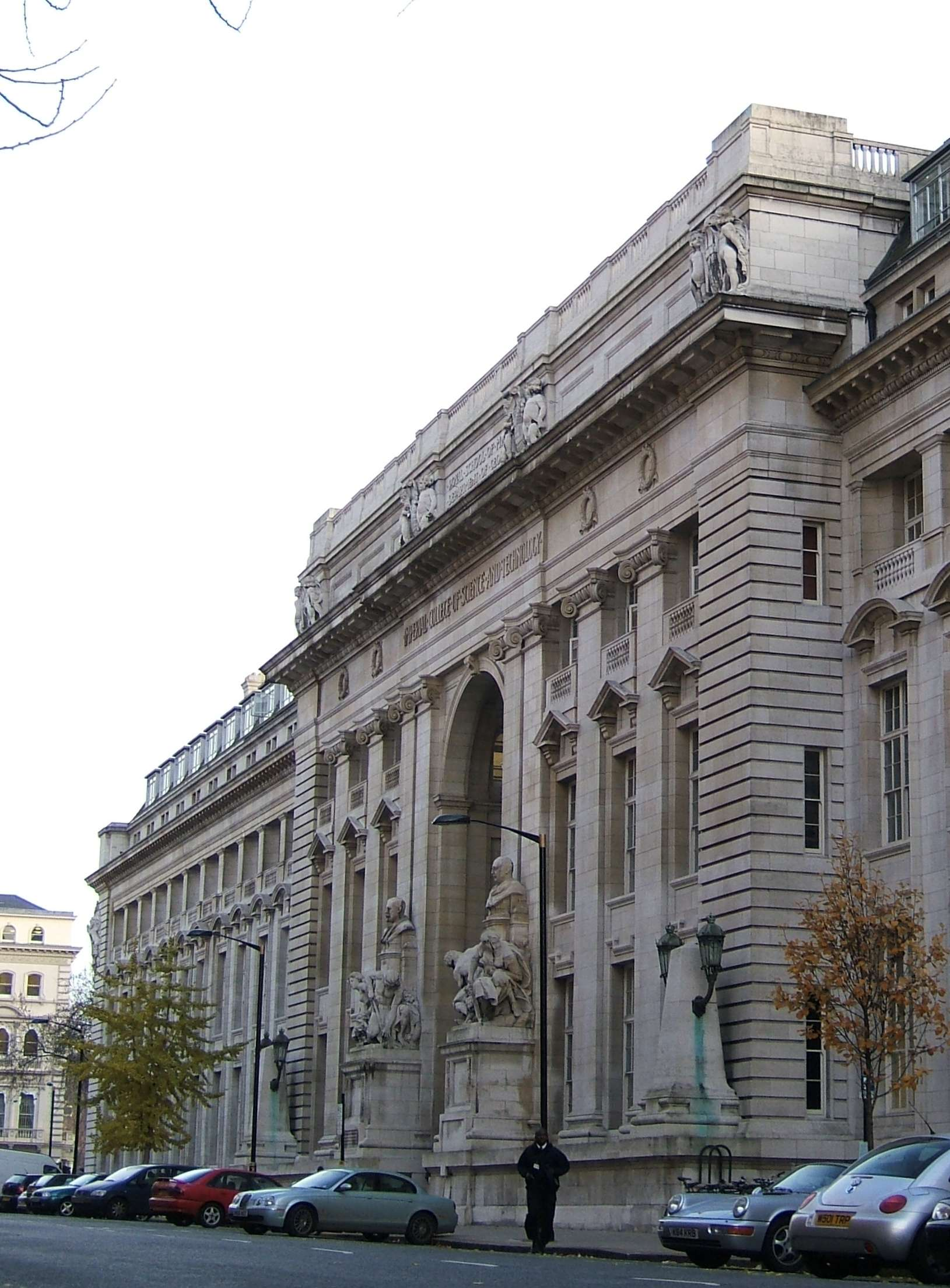
Королевская геологическая школа, Лондон
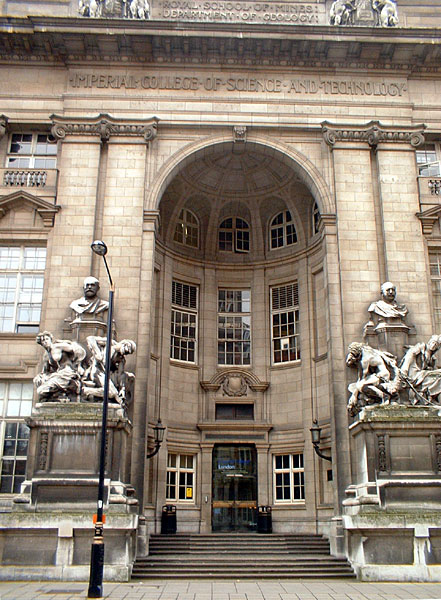
Главный вход, Королевская геологическая школа, Лондон
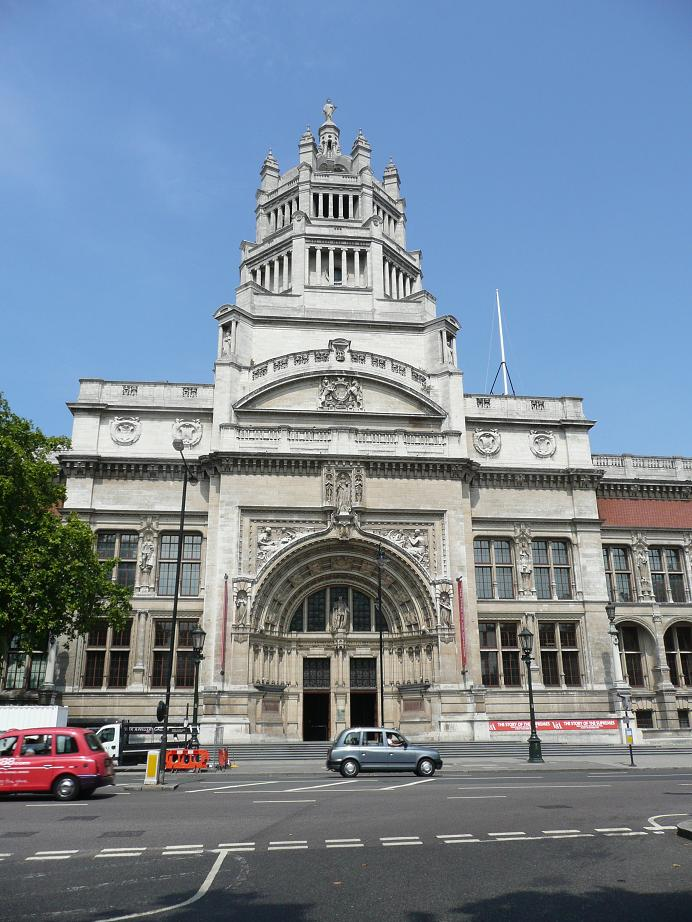
Главный вход, Музей Виктории и Альберта, Лондон